# Prohnilí
Prohnilí (originální francouzský název Les Ripoux používá verlan) je francouzská filmová komedie z roku 1984, kterou režíroval Claude Zidi podle vlastního scénáře.
Film pojednává o potížích dvou kamarádů, úplatných policistů. Film ukazuje Paříž v neobvyklém prostředí malých ulic, průchodů, poblíž stanice metra Barbès – Rochechouart apod. Snímek se odehrává v pařížské čtvrti Montmartre a ve filmu je také vidět její dominantu, baziliku Sacré-Cœur nebo Hipodrom Vincennes, nacházející se v dvanáctém pařížském obvodu.
Film získal v roce 1985 dvě filmové ceny César. Díky diváckému úspěchu byla později natočena ještě dvě pokračování Prohnilí proti prohnilým (1989) a Superprohnilí (2003).

## Děj
René Boisrond je policejním inspektorem v 18. pařížském obvodu. Žije s bývalou prostitutkou Simonou a svůj malý plat si přilepšuje úplatky od zdejších živnostníků, spekulantů a malých zlodějů, za což kryje jejich drobné podvody. Jednou se rozhodnou se svým kolegou Pierrotem okrást pasáka, ale jsou pronásledováni policií a Pierrot skončí ve vězení.
René dostane k zaučení nováčka. François Lesbuche je mladý inspektor, který přijíždí do Paříže, aby udělal zkoušky a stal se policejním komisařem. Je abstinent, neprovozuje hazard a odmítá jakoukoliv formu korupce. S Reném se proto dostávají neustále do sporů. René se ho snaží získat pro svou filozofii, bere ho na hipodrom, aby ho naučil sázet na koně. Vysvětluje mu své pojetí spravedlnosti. Nakonec na něj nasadí prostitutku Natašu, do které se François zamiluje. Aby získal finance na její nákladný život, přece jen přistoupí na Reného styl.
Jednou dostanou na komisařství za úkol sledovat překupníka s drogami Camouna. Když má však dojít k předání větší zásilky drog, akci převezme speciální protidrogové oddělení. François vymyslí plán, jak se zmocnit miliónu dolarů, které mají být zaplaceny za drogy, ale René je proti. Po Françoisově nátlaku nakonec souhlasí. Plán ale vyjde jen zčásti. Okradou Camouna, ten je však pronásleduje. François s penězi pro jistotu uprchne a René vyláká překupníka a jeho lidi k sobě domů a zachrání se jedině tak, že dům zapálí. Při následujícím soudním přelíčení tvrdí, že peníze shořely. Je odsouzen na dva roky do vězení ale po jejich uplynutí na něj před věznicí čeká kromě Reného přítelkyně Simony také François s Natašou.

## Obsazení
| Philippe Noiret   | René Boisrond            |
| Thierry Lhermitte | François Lesbuche        |
| Grace de Capitani | Nataša                   |
| Régine            | Simona                   |
| Julien Guiomar    | komisař Bloret           |
| Albert Simono     | inspektor Leblanc        |
| Claude Brosset    | Vidal                    |
| Pierre Frag       | Pierrot                  |
| Jacques Frantz    | Frank                    |
| Bernard Bijaoui   | Camoun                   |
| Jacques Santi     | inspektor IGS            |
| Olivier Granier   | inspektor IGS            |
| Henri Attal       | Dédé                     |
| Jacques Ciron     | majitel restaurace       |
| François Cadet    | recepční v hotelu Louxor |
| Ticky Holgado     | Alfons                   |
| Pierre Baton      | prokurátor               |
| Pascal Pistacio   | „Ježíš“                  |

## Ocenění

### César 1985
Ocenění
- César pro nejlepší film
- César pro nejlepšího režiséra – Claude Zidi

Nominace
- César pro nejlepšího herce – Philippe Noiret